# Józefat Sikorski
Józefat Sikorski (ur. 25 listopada 1905 w Kostrzynie, zm. 20 marca 1942 w Berlinie w więzieniu w Plötzensee) – działacz akademicki, prezes korporacji studenckiej Posnania, członek Stronnictwa Narodowego, szef Wydziału Spraw Gospodarczych Narodowej Organizacji Bojowej (NOB).

## Okres przedwojenny
Był synem Franciszka Sikorskiego i Walentyny z domu Wierzcholska. Uczęszczał do szkoły w Kostrzynie. W latach 1916–1924 uczył się w Gimnazjum Marii Magdaleny w Poznaniu. Do 1929 studiował na Wydziale Prawno-Ekonomicznym Uniwersytetu Poznańskiego. Zaangażował się w działalność w organizacjach akademickich. W 1928 został prezesem korporacji Posnania, a rok później prezesem Poznańskiego Koła Międzykorporacyjego i przewodniczącym Komitetu Organizacyjnego I Kongresu ZPKA. Był członkiem zarządu Poznańskiego Komitetu Akademickiego i kuratorem korporacji Mercuria. Został też delegatem studentów Uniwersytetu na VII Ogólnopolski Zjazd Polskiej Młodzieży Akademickiej. W 1929 przerwał studia i podjął pracę w Banku m. Poznania. W 1930 należał do sygnatariuszy zbiorowego protestu społeczeństwa wielkopolskiego w sprawie brzeskiej, czyli aresztowania przywódców opozycji przez władze sanacyjne. Od 1931 pracował w Komunalnej Kasie Oszczędności. Działał w Stronnictwie Narodowym.

## Okupacja niemiecka
Po klęsce wojny obronnej w 1939 zaangażował się w działalność konspiracyjną. W październiku 1939 został członkiem Zarządu Wojskowego SN. W kwietniu 1940 wstąpił do Narodowej Organizacji Bojowej, zostając doradcą ds. społecznych. Od października tego roku stał na czele Wydziału Spraw Gospodarczych NOB. 12 grudnia został aresztowany i osadzony w kilku więzieniach w Poznaniu (w Domu Żołnierza, Forcie VII, a następnie w więzieniu na ul. Młyńskiej). Wyrokiem Trybunału Ludowego w Berlinie na sesji wyjazdowej w Poznaniu 18 grudnia skazano go na karę śmierci. 20 marca 1942 został zgilotynowany w więzieniu Berlin-Plötzensee.